# ロバート・ドリスデール
ロバート・ドリスデール（Robert Drysdale、1981年5月10日 - ）は、アメリカ合衆国ユタ州プロボ出身の男性柔術家、総合格闘家。ドリスデール柔術所属。ブラジリアン柔術黒帯。現Legacy FCライトヘビー級王者。ロバート・ドライスデール、ホベルチ・ドリスダーレとも表記される。
ブラジリアン柔術界を代表する選手の1人。99kg以下級で世界トップクラスのグラップラー。
2008年、世界柔術選手権プルーマ級で2年連続王者となったミシェル・ニコリーニと結婚した。

## 来歴
アメリカ人の父とブラジル人の母の間に生まれる。6歳の時にブラジルに移住し、数年後ラスベガスに戻る。16歳の時に柔術を始め、ノヴァウニオンのスティーヴ・ダ・シルバに師事する。2000年に再びブラジルへ。ブラサでトレーニングを積み、2004年にレオナルド・ヴィエイラより黒帯を授与されている。
2005年7月、世界柔術選手権の黒帯ペサード（-91kg）級で優勝。
2007年5月、アブダビコンバットに出場。99kg未満級で3位に入賞、無差別級では決勝でマルセロ・ガッシアに一本勝ちし優勝を果たした。
2008年、総合格闘技の練習のため、エクストリーム・クートゥアに移籍。またThe Ultimate Fighter: Team Nogueira vs. Team Mirではアシスタントコーチを務めた。
2009年9月26日、アブダビコンバット2009のスーパーファイトでホナウド・ジャカレイと対戦し、ポイント0-2で敗北した。

### UFC
2014年7月6日、UFC初参戦となったThe Ultimate Fighter 19 Finaleでキース・ベリシュと対戦し、リアネイキドチョークで一本勝ち。試合後の薬物検査でテストステロンの陽性反応が検出されたため、ネバダ州アスレチック・コミッションの裁定で試合結果がノーコンテストに変更され、UFCからリリースされた。

## 戦績

### 総合格闘技
| 総合格闘技 戦績 | 総合格闘技 戦績 | 総合格闘技 戦績 | 総合格闘技 戦績 | 総合格闘技 戦績 | 総合格闘技 戦績 | 総合格闘技 戦績 |
| --------------- | --------------- | --------------- | --------------- | --------------- | --------------- | --------------- |
| 8 試合          | (T)KO           | 一本            | 判定            | その他          | 引き分け        | 無効試合        |
| 7 勝            | 0               | 7               | 0               | 0               | 0               | 1               |
| 0 敗            | 0               | 0               | 0               | 0               | 0               | 1               |

| 勝敗 | 対戦相手                         | 試合結果                       | 大会名                                                                | 開催年月日     |
| ○    | ライアン・スパン                 | 2R 2:58 リアネイキドチョーク   | Legacy Fighting Championship 58 【Legacy FCライトヘビー級王座決定戦】 | 2016年7月22日  |
| －   | キース・ベリシュ                 | ノーコンテスト（薬物検査失格） | The Ultimate Fighter 19 Finale                                        | 2014年7月6日   |
| ○    | DJ・リンダーマン                 | 1R 1:48 リアネイキドチョーク   | Legacy Fighting Championship 19                                       | 2013年4月12日  |
| ○    | クリス・リード                   | 1R 1:15 アームバー             | Legacy Fighting Championship 15                                       | 2012年11月16日 |
| ○    | アイザック・ビジャヌエバ         | 1R 1:29 アームバー             | Legacy Fighting Championship 12                                       | 2012年7月13日  |
| ○    | マイク・ニッケルズ               | 1R 1:04 ギロチンチョーク       | Armageddon FC 6: Conviction                                           | 2011年6月18日  |
| ○    | クレイ・デビッドソン             | 1R 2:06 アームバー             | Armageddon FC 4: Revelation                                           | 2010年11月6日  |
| ○    | バスティアン・ヒューヴェニアース | 1R 1:12 肩固め                 | Armageddon FC 3: Evolution                                            | 2010年7月17日  |

### グラップリング
| 勝敗 | 対戦相手                       | 試合結果              | 大会名                               | 開催年月日     |
| ×    | ホナウド・ジャカレイ           | ポイント0-2           | ADCC 2009                            | 2009年9月26日  |
| ○    | マルセロ・ガッシア             | アナコンダチョーク    | ADCC 2007 【無差別級 決勝】          | 2007年5月6日   |
| ○    | アンドレ・ガウヴァオン         |                       | ADCC 2007 【無差別級 準決勝】        | 2007年5月6日   |
| ○    | デビッド・アヴェラン           |                       | ADCC 2007 【無差別級 2回戦】         | 2007年5月6日   |
| ○    | ルイス・ビッグマック・テオドロ |                       | ADCC 2007 【無差別級 1回戦】         | 2007年5月6日   |
| ○    | アレッシャンドリ・カカレコ     |                       | ADCC 2007 【99kg未満級 3位決定戦】   | 2007年5月6日   |
| ×    | シャンジ・ヒベイロ             |                       | ADCC 2007 【99kg未満級 準決勝】      | 2007年5月6日   |
| ○    | スティーヴ・ラスク             |                       | ADCC 2007 【99kg未満級 2回戦】       | 2007年5月5日   |
| ○    | マリオ・ミランダ               |                       | ADCC 2007 【99kg未満級 1回戦】       | 2007年5月5日   |
| ×    | ヴィニシウス・マガリャエス     | ポイント0-1           | LA SUB X                             | 2006年5月26日  |
| ×    | シャンジ・ヒベイロ             | 2R 腕ひしぎ十字固め   | ブドーチャレンジ【99kg未満級 1回戦】 | 2005年10月19日 |
| ○    | 国原継悟                       | 1R チョークスリーパー | ブドーチャレンジ【99kg未満級 1回戦】 | 2005年10月19日 |
| ×    | アレッシャンドリ・カカレコ     |                       | ADCC 2005 【99kg未満級 2回戦】       | 2005年5月28日  |
| ○    | アンソニー・ペロシュ           |                       | ADCC 2005 【99kg未満級 1回戦】       | 2005年5月28日  |

## 獲得タイトル
- 第7回アブダビコンバット 無差別級 優勝（2007年）
- 第7回アブダビコンバット 99kg未満級 3位（2007年）
- 世界柔術選手権 黒帯スペルペサード級 準優勝（2007年）
- 世界柔術選手権 黒帯アブソルート（無差別）級 3位（2007年）
- 世界柔術選手権 黒帯スペルペサード（-97kg）級 準優勝（2006年）
- 世界柔術選手権 黒帯ペサード（-91kg）級 優勝（2005年）
- 世界柔術選手権 黒帯ペサード級 3位（2004年）
- 世界柔術選手権 茶帯メイオペサード（-85kg）級 準優勝（2003年）
- 世界柔術選手権 紫帯メイオペサード級 優勝（2002年）
- 柔術オリンピック世界杯（コパドムンド）黒帯スペルペサード級 準優勝（2006年）
- 柔術オリンピック世界杯 黒帯スペルペサード級 優勝（2005年）
- ブドーチャレンジ 99kg未満級 準優勝（2005年）
- 第3代Legacy FCライトヘビー級王座（2016年）